# Aconophora imbellis
Aconophora imbellis är en insektsart som beskrevs av Leon Fairmaire. Aconophora imbellis ingår i släktet Aconophora och familjen hornstritar. Inga underarter finns listade i Catalogue of Life.